# 卡倫·查鐸
卡倫·查鐸（英語：Karun Chandhok，坦米爾語：கருன் சாந்தோக்，1984年1月19日—）生於印度坦米爾納德邦清奈，是一位印度賽車手，目前作为一级方程式赛事技术分析主持人为天空体育工作。此前他效力於FIA GT系列賽的Seyffarth Motorsport車隊。他曾在2010年加入伊斯巴尼亞車隊參賽一級方程式。在此之前，他曾參賽於GP2系列賽三年，贏過兩場勝利。
而在他於GP2之前，查鐸在2001年贏得亞州方程式錦標賽冠軍，以及在2006年成為亞洲雷諾V6方程式的首屆冠軍。

## 早年生涯
查鐸的父親維基·查鐸（Vicky Chandhok）是多次印度拉力賽冠軍，以及自2003年起的印度汽車運動俱樂部聯合會（Federation of Motor Sports Clubs of India）主席。
查鐸在2000年的馬魯蒂方程式系列賽的10場比賽中贏得7場勝利，成為印度國家賽冠軍。他在所有的10場比賽皆拿下桿位，並取得最快單圈。查鐸在2001年加入印度車隊（Team India Racing）參賽亞州方程式2000，成為了最年輕獲得亞州方程式冠軍的車手。
查鐸在2001年參與了英國三級方程式冠軍車隊卡林車隊的測試。他在2002年為T-Sport車隊出賽國家級別，最終在該級別取得第6名。之後他在2003年繼續留在國家級別的T-Sport車隊，在最終的積分榜上落後冠軍埃內斯托·維索和亞軍史蒂芬·凱恩，獲得季軍。查鐸在2004年與T-Sport車隊晉升至英國三級方程式主要級別，最終在積分榜上名列第14。
他與同胞納拉因·卡蒂凱揚搭檔，為RC車隊出賽日產世界系列賽2004年賽季的最後兩站。
當卡蒂凱揚在2005年轉往一級方程式後，查鐸依然在RC車隊出戰改名為雷諾方程式3.5系列賽的部分場次。他是首位代表A1GP汽車大獎賽的印度A1車隊出賽2005－06年賽季開幕站的車手，之後則改由阿瑪安·伊伯拉希姆出賽該賽季的剩餘場次。
他在2006年成為亞洲雷諾V6方程式錦標賽的首位冠軍，在12場比賽中有著7場勝利和9次桿位。

### GP2系列賽

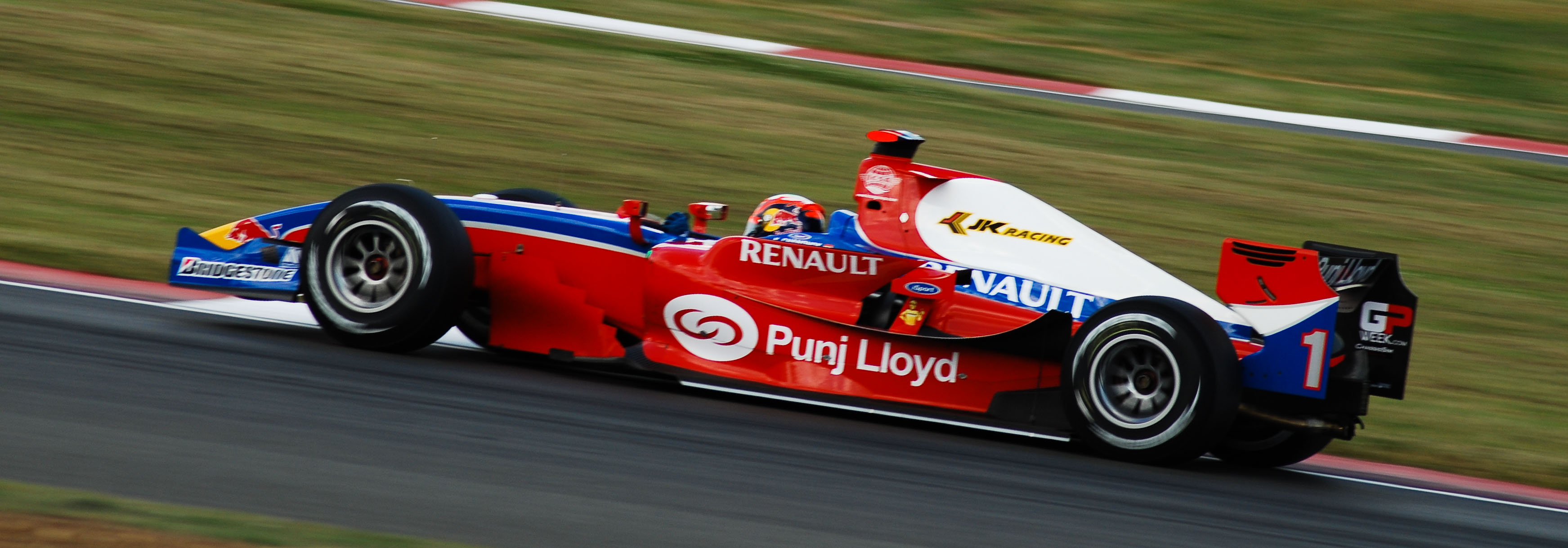
查鐸於2008年GP2系列賽中的銀石站為iSport國際車隊出賽

查鐸在2007年加入杜蘭戈車隊，轉往征戰GP2系列賽。查鐸在比利時斯帕-弗朗科爾尚賽道的衝刺賽獲得他GP2的第一場勝利。查鐸也曾在土耳其的衝刺賽從桿位起跑，不過第二位起跑的DAMS車手中嶋一貴卻與他發生碰撞。查鐸也因這次的碰撞而退賽，而中嶋則受罰以限速通過維修區。
查鐸的職業生涯在11月有個重大的突破，一級方程式車隊紅牛車隊徵招他於11月13－14日至巴塞隆納的加泰隆尼亞賽道，為他們進行為期2天的測試。

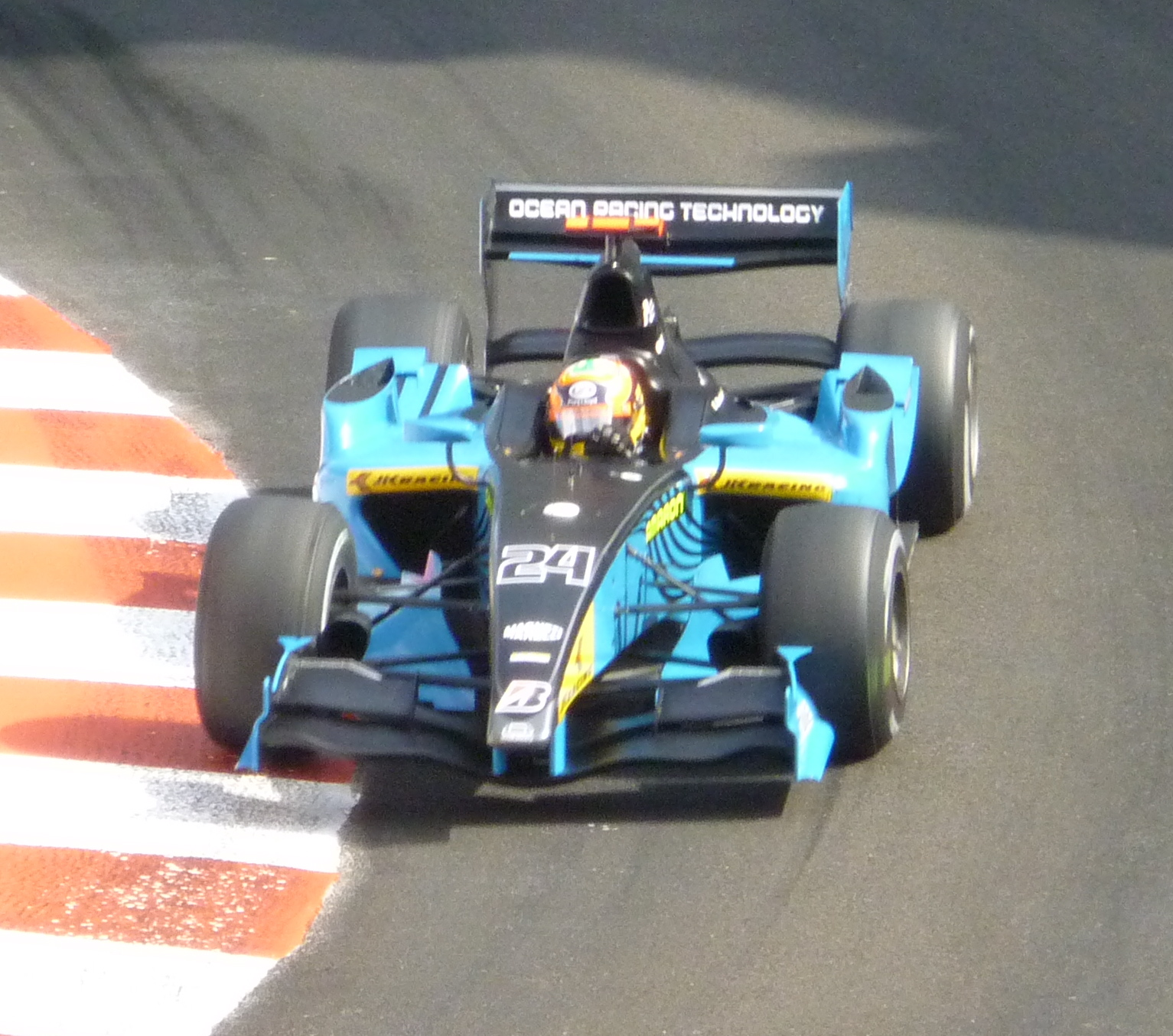
查鐸於2009年GP2系列賽賽季在摩納哥駕駛著海洋賽車科技賽車

查鐸在2008年繼續留在GP2，並轉往了iSport國際車隊與布魯諾·冼拿成為隊友。他贏得過一場分站賽事，並在車手積分榜上名列第10。他同時也為該隊參賽2008年GP2亞洲系列賽。在查鐸贏得一場賽事並於積分榜上獲得第10名後，他在季末獲選該系列賽的「最佳駕駛風格」獎。
查鐸在11月成為首位獲邀加入大不列顛賽車手俱樂部的印度車手。由於印度為大英國協的成員國，使得他有資格成為該俱樂部的一員。
查鐸在與海洋賽車科技簽約，出賽2009年GP2系列賽。儘管這份與該車隊的合約是為出賽該泛歐系列賽，但查鐸也在2008－09年GP2亞洲系列賽賽季於巴林的最後一站，取代了耶梅爾·博爾曼為該隊出賽。查鐸在積分榜上獲得10分，且在銀石有著第三名的最佳成績。而他與他的隊友阿爾瓦羅·帕倫特遭遇了一個具考驗的賽季，他們總共有著16次的退賽。

## 一級方程式

### 一級方程式聯繫
查鐸曾與2008年建立的印度力量車隊有聯繫。這是一支印度的登記車隊，是由該家族的一位朋友維傑·馬爾雅所擁有。在該隊的車手尚卡羅·費希切拉於2009年從印度力量轉往法拉利後，他曾短暫地被聯繫補缺該隊的這個席位，並有著長期的支持者伯尼·埃克萊斯頓支持他。而最終是該隊的測試車手維塔托尼奧·柳齊獲得了這個參賽資格。
查鐸在2010年6月11日告訴《Autosport》，他將轉往印度力量的目標放在2011年賽季。查鐸認為對於該隊為尋求一位印度籍車手來帶來商業效益，他將會是一個顯而易見的人選。

### HRT（2010年）

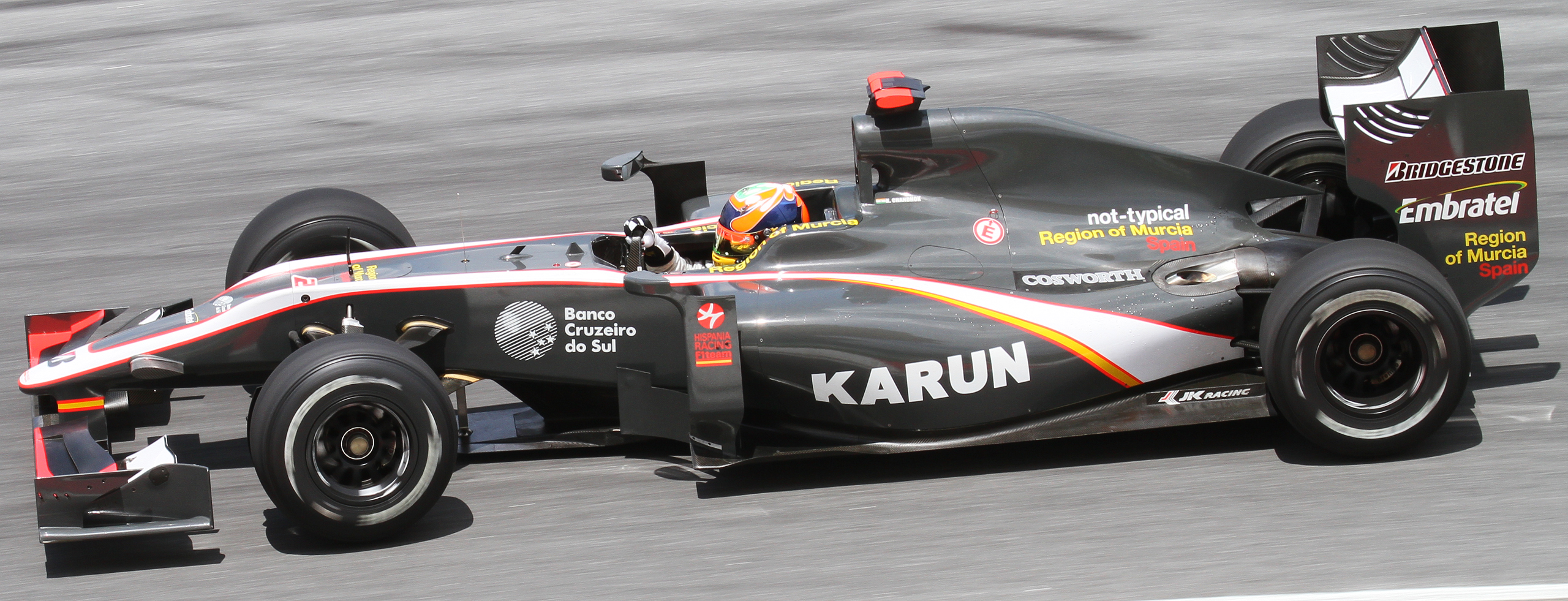
查鐸在澳大利亞的第14名完賽，達成了伊斯巴尼亞車隊的首次完賽紀錄，並在於馬來西亞的下一站打敗隊友布魯諾·冼拿

查鐸在2011年與前GP2隊友布魯諾·冼拿搭檔加入了伊斯巴尼亞車隊，成為自2005年的納拉因·卡蒂凱揚後，第二位參賽於一級方程式的印度車手。
查鐸在他的首場賽事2010年巴林大獎賽中，並沒有辦法在自由練習階段完成任何一圈，由於他的賽車仍未完成且遭遇了液壓問題。然而他卻能在排位賽階段首次駕駛他的F110賽車。他取得了最後一位發車位，落後較早完成排位賽的冼拿1.7秒。而在正賽由於路面上一個大凸起使他撞上了牆，在第一圈便退賽。查鐸在澳大利亞最終以第14名完賽後，寫下了該隊首次的正式完賽紀錄。他在馬來西亞獲得第15名，而在中國以第17名完賽。查鐸在於西班牙的下一站因為懸掛故障而退賽，在摩納哥與亞諾·楚理發生事故，之後在土耳其遭遇了更多的技術問題。他在加拿大與瓦倫西亞以第18名完賽，在銀石以第19名賽賽，但在德國後被山本左近取代。之後的賽事他成為了BBC Radio 5 Live在該項賽事的共同播報員。

### 蓮花（2011年）

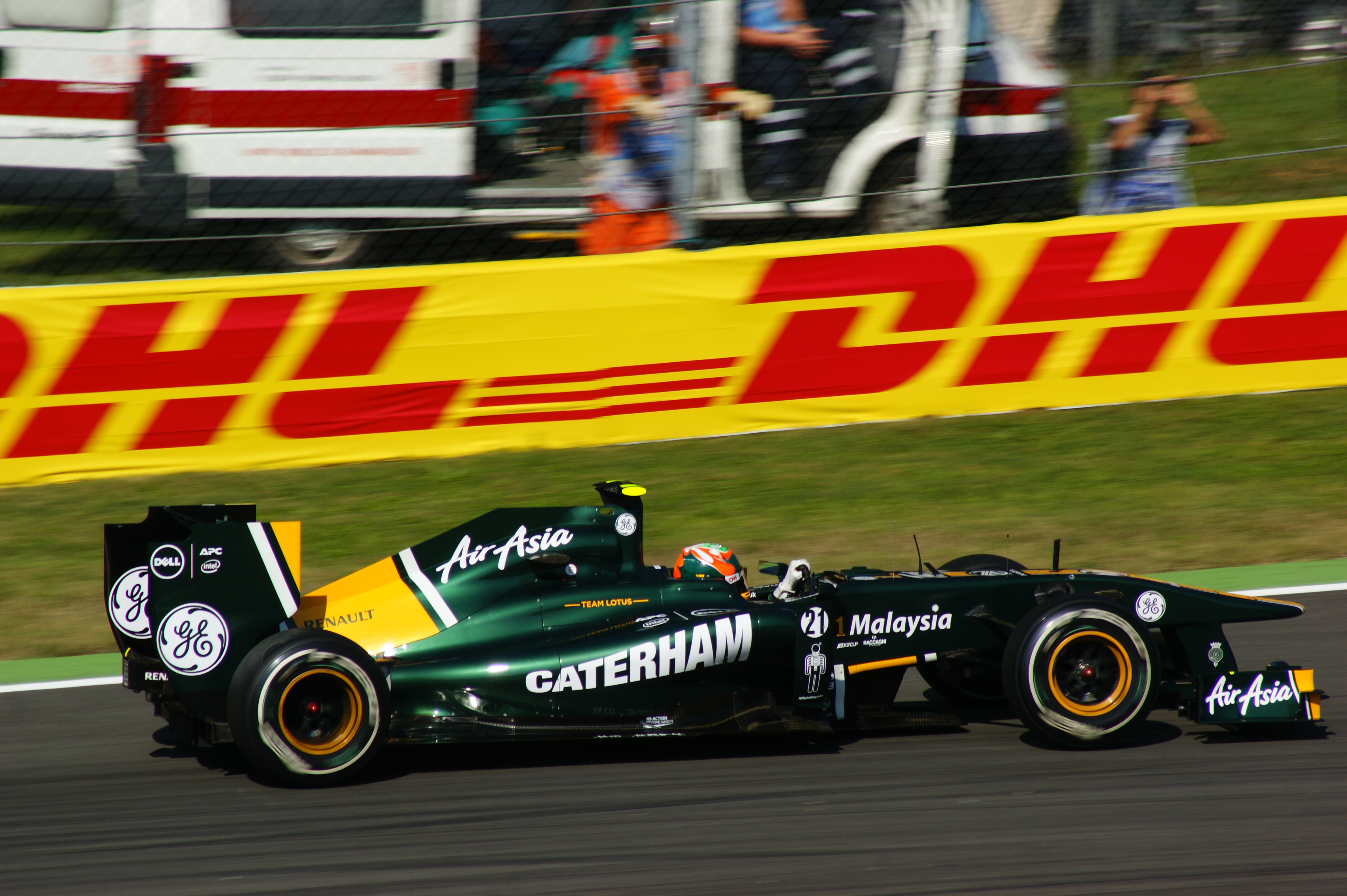
查鐸於2011年義大利大獎賽作為蓮花車隊的三號車手

2011年3月22日，查鐸被證實成為了蓮花車隊於2011年賽季的後備車手。他在澳大利亞大獎賽的自由練習賽駕駛該隊的賽車，並在設置圈發生碰撞。他在西班牙大獎賽再度擔任BBC Radio 5 Live共同播報員。在參加了三次自由練習賽後，他在德國大獎賽取代了亞諾·楚理。他最終以第20名完賽，落後隊友海基·科瓦萊寧兩圈，以及第19名丹尼爾·里奇亞多一圈。他同時也落後該場賽事的冠軍得主劉易斯·漢米爾頓四圈。

## 賽車生涯成績

### 職業生涯摘要
| 賽季       | 系列賽                     | 車隊                 | 出賽 | 分站冠軍 | 桿位 | 最快單圈 | 頒獎台 | 積分  | 排名 |
| ---------- | -------------------------- | -------------------- | ---- | -------- | ---- | -------- | ------ | ----- | ---- |
| 2000年     | 馬魯蒂方程式               | ?                    | 10   | 7        | 10   | ?        | 10     | ?     | 冠軍 |
| 2001年     | 亞洲方程式2000             | 印度SMR車隊          | 14   | 8        | ?    | ?        | 13     | 246   | 冠軍 |
| 2002年     | 英國三級方程式錦標賽國家級 | T-Sport              | 25   | 0        | 0    | 1        | 7      | 156   | 第6  |
| 2003年     | 英國三級方程式錦標賽國家級 | T-Sport              | 24   | 7        | 7    | 2        | 20     | 314.5 | 季軍 |
| 2004年     | 英國三級方程式錦標賽       | T-Sport              | 17   | 0        | 0    | 0        | 0      | 37    | 第14 |
| 2004年     | 日產世界系列賽             | 塔塔RC車隊           | 2    | 0        | 0    | 0        | 0      | 11    | 第16 |
| 2005年     | 雷諾方程式3.5升系列賽      | RC車隊               | 5    | 0        | 0    | 0        | 0      | 0     | 第29 |
| 2005－06年 | A1GP汽車大獎賽             | 印度A1車隊           | 3    | 0        | 0    | 0        | 0      | 38    | 第15 |
| 2006年     | 亞洲雷諾V6方程式           | E-Rain車隊           | 12   | 7        | 4    | 4        | 9      | 131   | 冠軍 |
| 2007年     | GP2系列賽                  | 杜蘭戈               | 21   | 1        | 0    | 1        | 1      | 16    | 第15 |
| 2008年     | GP2亞洲系列賽              | iSport國際           | 10   | 0        | 0    | 0        | 1      | 7     | 第13 |
| 2008年     | GP2系列賽                  | iSport國際           | 19   | 1        | 0    | 0        | 3      | 31    | 第10 |
| 2008－09年 | GP2亞洲系列賽              | 海洋賽車科技         | 2    | 0        | 0    | 0        | 0      | 0     | 第26 |
| 2009年     | GP2系列賽                  | 海洋賽車科技         | 20   | 0        | 0    | 1        | 1      | 10    | 第18 |
| 2010年     | 一級方程式                 | 伊斯巴尼亞車隊       | 10   | 0        | 0    | 0        | 0      | 0     | 第22 |
| 2011年     | 一級方程式                 | 蓮花車隊             | 1    | 0        | 0    | 0        | 0      | 0     | 第28 |
| 2012年     | 利曼24小時耐力賽           | JRM（LMP1）          | 1    | 0        | 0    | 0        | 0      | N/A   | 第6  |
| 2012年     | 國際汽聯世界耐力錦標賽     | JRM                  | 8    | 0        | 0    | 0        | 0      | 50.5  | 第10 |
| 2013年     | 利曼24小時耐力賽           | 墨菲原型（LMP2）     | 1    | 0        | 0    | 0        | 0      | N/A   | 第6  |
| 2013年     | 國際汽聯GT系列賽           | Seyffarth Motorsport | 9    | 0        | 0    | 1        | 0      | 32    | 第13 |

### 一級方程式成績
（图例）粗體為桿位出賽，斜體為最快圈速
| 賽季   | 車隊           | 底盤            | 引擎                   | 1        | 2     | 3     | 4     | 5      | 6      | 7      | 8     | 9     | 10    | 11 | 12    | 13 | 14 | 15    | 16    | 17    | 18   | 19   | 名次 | 積分 |
| ------ | -------------- | --------------- | ---------------------- | -------- | ----- | ----- | ----- | ------ | ------ | ------ | ----- | ----- | ----- | -- | ----- | -- | -- | ----- | ----- | ----- | ---- | ---- | ---- | ---- |
| 2010年 | 伊斯巴尼亞車隊 | 伊斯巴尼亞 F110 | 考斯沃斯 CA2010 2.4 V8 | 巴林 Ret | 澳 14 | 馬 15 | 中 17 | 西 Ret | 摩 14† | 土 20† | 加 18 | 欧 18 | 英 19 | 德 | 匈    | 比 |    | 新    | 日    | 韩    | 巴西 | 阿   | 第22 | 0    |
| 2011年 | 蓮花車隊       | 蓮花 T128       | 雷諾 RS27 2.4 V8       | 澳 TD    | 馬    | 中    | 土 TD | 西     | 摩     | 加     | 欧 TD | 英 TD | 德 20 | 匈 | 比 TD | TD | 新 | 日 TD | 韩 TD | 印 TD | 阿   | 巴西 | 第28 | 0    |

### 利曼24小時耐力賽成績
| 年份   | 車隊     | 合作車手                      | 賽車           | 級別 | 圈數 | 總體名次 | 級別名次 |
| ------ | -------- | ----------------------------- | -------------- | ---- | ---- | -------- | -------- |
| 2012年 | JRM車隊  | 大衛·布拉漢姆 彼得·登伯克     | HPD ARX-03     | LMP1 | 357  | 第6      | 第6      |
| 2013年 | 墨菲原型 | 布蘭登·哈特利 馬克·帕特森     | Oreca 03-日產  | LMP2 | 319  | 第12     | 第7      |
| 2014年 | 墨菲原型 | 納撒內爾·博森 魯道夫·岡薩雷斯 | Oreca 03R-日產 | LMP2 | 73   | 未完賽   | 未完賽   |

## 外部連結
- 官方网站
- 卡倫·查鐸 在DriverDB.com上的职业生涯数据（英文）

| 體育角色          | 體育角色                 | 體育角色             |
| ----------------- | ------------------------ | -------------------- |
| 前任： 新建錦標賽 | 亞洲V6方程式冠軍2 2006年 | 繼任： 詹姆斯·溫斯洛 |